# 88vier
88vier est un réseau de radiodiffusion local à Berlin. Il se veut un projet pilote, car se trouve être « une association de radios de formation et de radio citoyennes, des stations de radio libres et multiculturelles et des webradios berlinoises ».

## Diffusion
Techniquement, le traitement de diffusion est implémenté par le canal d'accès public ALEX qui est également responsable de la fourniture du signal aux tours de transmission. L'émetteur principal se situe sur le Postbank-Hochhaus à Kreuzberg et transmet avec 500 watts sur la fréquence FM 88,4 MHz. En raison de la caractéristique directionnelle, il n'atteint que les deux tiers de la zone urbaine de Berlin dans le sud et le sud-ouest. En outre, un émetteur de 100 watts transmet de l'émetteur de Berlin-Schäferberg à 90,7 MHz. Ainsi, le programme peut être reçu n'importe où à Potsdam, Wannsee et dans certaines parties adjacentes du Brandebourg.

## Histoire
Le Medienanstalt Berlin-Brandenburg (MABB) décide d'attribuer les fréquences FM de Berlin 88,4 MHz et 90,7 MHz au réseau de radiodiffusion 88vier lors d'une réunion les 10 et 11 mai 2010. La première année, les partenaires sont ALEX-Radio, BLN.FM, Pi Radio, reboot.fm, multicult.fm, Ohrfunk, Medienkonkret et TwenFM. La radio événementielle Herbstradio demande également du temps d'antenne au MABB sur 88,4 MHz, mais n'est pas retenu.
Lors de la Pentecôte 2010, 88vier débute à l'occasion du Carnaval des cultures avec un programme spécial, au cours duquel multicult.fm diffuse en direct de la route du carnaval. Initialement, les stations partenaires participantes présentent leurs plans de programmation respectifs le samedi 22 mai 2010. À partir du 25 mai 2010, la diffusion régulière démarre.
Lors de sa réunion du 19 mai 2011, le MABB adopte la nouvelle structure annuelle du programme pour les fréquences radio FM non commerciales 88,4 MHz et 90,7 MHz. Il retient ALEX-Radio, Pi Radio, reboot.fm, TwenFM, multicult.fm, Ohrfunk et Infothek ; Freies Radio Potsdam (Frrapó), Colaboradio et Studio Ansage sont nouvellement admis. Le début de la deuxième année de radiodiffusion a lieu le 23 mai 2011.
Le 19 avril 2012, le MABB décide des nouvelles conditions pour l'exploitation de 88vier. Une licence de deux ans au lieu de la licence d'un an pour les stations de radio participantes est établie. Freies Radio Potsdam n'est pas renouvelé. ByteFM Berlin prend sa place. Le 15 mai, il revient sur sa décision.

## Partage des ondes entre plusieurs radios

### Du 25 mai 2010 au 20 mai 2012
|               | Lundi                     | Mardi                     | Mercredi      | Jeudi         | Vendredi      | Samedi       | Dimanche     |
| ------------- | ------------------------- | ------------------------- | ------------- | ------------- | ------------- | ------------ | ------------ |
| 6h00 – 10h00  | multicult.fm              | multicult.fm              | multicult.fm  | multicult.fm  | multicult.fm  | multicult FM | multicult FM |
| 10h00 – 11h00 | Ohrfunk                   | Ohrfunk                   | Ohrfunk       | Ohrfunk       | Ohrfunk       | multicult FM | multicult FM |
| 11h00 – 12h00 | MedienKonkret             | MedienKonkret             | MedienKonkret | MedienKonkret | MedienKonkret | multicult FM | multicult FM |
| 12h00 – 17h00 | ALEX-Radio                | ALEX-Radio                | ALEX-Radio    | ALEX-Radio    | ALEX-Radio    | ALEX-Radio   | ALEX-Radio   |
| 17h00 – 19h00 | ALEX-Radio                | ALEX-Radio                | ALEX-Radio    | ALEX-Radio    | ALEX-Radio    | reboot.fm    | reboot.fm    |
| 19h00 – 22h00 | Frrapó                    | Studio Ansage/Colaboradio | Pi Radio      | Pi Radio      | reboot.fm     | reboot.fm    | reboot.fm    |
| 22h00 – 2h00  | Frrapó                    | Studio Ansage/Colaboradio | Pi Radio      | Pi Radio      | TwenFM        | TwenFM       | TwenFM       |
| 2h00 – 6h00   | Studio Ansage/Colaboradio | Studio Ansage/Colaboradio | Pi Radio      | Pi Radio      | TwenFM        | TwenFM       | TwenFM       |

### À partir du 21 mai 2012
|               | Lundi                                           | Mardi                                           | Mercredi                                        | Jeudi                                           | Vendredi                                        | Samedi       | Dimanche     |
| ------------- | ----------------------------------------------- | ----------------------------------------------- | ----------------------------------------------- | ----------------------------------------------- | ----------------------------------------------- | ------------ | ------------ |
| 0h00 – 6h00   | TwenFM                                          | Studio Ansage / Colaboradio / Pi Radio / Frrapó | Studio Ansage / Colaboradio / Pi Radio / Frrapó | Studio Ansage / Colaboradio / Pi Radio / Frrapó | Studio Ansage / Colaboradio / Pi Radio / Frrapó | TwenFM       | TwenFM       |
| 6h00 – 9h00   | multicult FM                                    | multicult FM                                    | multicult FM                                    | multicult FM                                    | multicult FM                                    | multicult FM | multicult FM |
| 9h00 – 10h00  | MedienKonkret                                   | MedienKonkret                                   | MedienKonkret                                   | MedienKonkret                                   | MedienKonkret                                   | multicult FM | multicult FM |
| 10h00 – 12h00 | ByteFM Berlin                                   | ByteFM Berlin                                   | ByteFM Berlin                                   | ByteFM Berlin                                   | ByteFM Berlin                                   | multicult FM | multicult FM |
| 12h00 – 14h00 | ALEX-Radio                                      | ALEX-Radio                                      | ALEX-Radio                                      | ALEX-Radio                                      | ALEX-Radio                                      | ALEX-Radio   | Ohrfunk      |
| 14h00 – 19h00 | ALEX-Radio                                      | ALEX-Radio                                      | ALEX-Radio                                      | ALEX-Radio                                      | ALEX-Radio                                      | ALEX-Radio   | ALEX-Radio   |
| 19h00 – 20h00 | Studio Ansage / Colaboradio / Pi Radio / Frrapó | Studio Ansage / Colaboradio / Pi Radio / Frrapó | Studio Ansage / Colaboradio / Pi Radio / Frrapó | Studio Ansage / Colaboradio / Pi Radio / Frrapó | ALEX-Radio                                      | ALEX-Radio   | ALEX-Radio   |
| 20h00 – 24h00 | Studio Ansage / Colaboradio / Pi Radio / Frrapó | Studio Ansage / Colaboradio / Pi Radio / Frrapó | Studio Ansage / Colaboradio / Pi Radio / Frrapó | Studio Ansage / Colaboradio / Pi Radio / Frrapó | reboot.fm                                       | reboot.fm    | reboot.fm    |

### Source de la traduction
- (de) Cet article est partiellement ou en totalité issu de l’article de Wikipédia en allemand intitulé « 88vier » (voir la liste des auteurs).